# إينابا ماسانوري
إينابا ماسانوري (باليابانية: 稲葉正則؛ بالكانا: いなば まさのり) هو ساموراي ياباني، ولد في 29 يونيو 1623، وتوفي في 4 يوليو 1696.